# Cyphonistes ituriensis
Cyphonistes ituriensis är en skalbaggsart som beskrevs av Louis Burgeon 1947. Cyphonistes ituriensis ingår i släktet Cyphonistes och familjen Dynastidae. Inga underarter finns listade i Catalogue of Life.